# Jaakko Kalela
Jaakko Kalela (né le 24 janvier 1944 à Helsinki) est un haut-fonctionnaire et ambassadeur finlandais.

## Biographie
Jaakko Kalela est élève du Lycée Ressu puis étudiant en science politique à l'université d'Helsinki.
En 1969, Jaakko Kalela obtient sa licence en science politique. En 1973, il devient conseiller spécial auprès du Président de la République de Finlande et il a ensuite servi quatre présidents, en tant que chef de cabinet de 1984 à 2005.
Il est ambassadeur à Tallinn de 2005 a 2010,.
Il a exercé une grande influence sur la politique étrangère de la Finlande, en particulier dans les années 1980.
Jaakko Kalela est le fils d'Aarno Kalela et le frère de Jorma Kalela. Son grand-père est le premier ministre Aimo Cajander.

## Distinctions
- Grand-croix de l'ordre royal norvégien du Mérite
- Croix de commandeur de l'ordre du Mérite
- Ordre de la Croix de Terra Mariana de première classe